# مدارس الفكر الاقتصادي

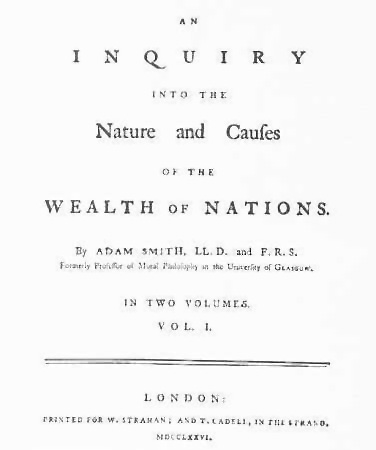

في تاريخ الفكر الاقتصادي، تعد مدرسة الفكر الاقتصادي عبارة عن مجموعة من المفكرين الاقتصاديين الذين يشاركون أو يشاركون وجهة نظر مشتركة حول طريقة عمل الاقتصادات. في حين أن الاقتصاديين لا يتناسبون دائمًا مع مدارس معينة، وخاصة في العصر الحديث، فإن تصنيف الاقتصاديين في مدارس فكرية أمر شائع. يمكن تقسيم الفكر الاقتصادي تقريبًا إلى ثلاث مراحل: العصر الحجري (الروماني، الهندي، الفارسي، الإسلامي، والإمبراطوري الصيني)، الحديث المبكر (التجار، الفيزيوقراطيين) والحديثة (بداية من آدم سميث والاقتصاد الكلاسيكي في أواخر القرن الثامن عشر). تم تطوير النظرية الاقتصادية المنهجية بشكل رئيسي منذ بداية ما يسمى بالعصر الحديث.
في الوقت الحالي، تتبع الغالبية العظمى من الاقتصاديين مقاربة يشار إليها باسم الاقتصاد السائد (تسمى أحيانًا «الاقتصاد الأرثوذكسي»). ضمن التيار الرئيسي في الولايات المتحدة، ويمكن التفريق بين المدرسة المياه المالحة (المرتبطة كورنيل، بيركلي، جامعة هارفارد، معهد ماساتشوستس للتكنولوجيا، ولاية بنسلفانيا، برنستون، وييل)، والمزيد من دعه يعمل أفكار المدرسة المياه العذبة (ويمثلها كلية شيكاغو للاقتصاد وجامعة كارنيجي ميلون وجامعة روتشستر وجامعة مينيسوتا. ترتبط كل من هذه المدارس الفكرية مع التوليف الكلاسيكي الجديد ‏ .
لقد أصبحت بعض الأساليب المؤثرة في الماضي، مثل المدرسة التاريخية للاقتصاد والاقتصاد المؤسسي، غير صالحة أو انخفضت في النفوذ، وهي تعتبر الآن مناهج غير متجانسة. المدارس الأخرى الغير متجانسة من الفكر الاقتصادي تشمل الإقتصاديات النمساوية والاقتصاد الماركسي. بعض التطورات الحديثة في الفكر الاقتصادي مثل الاقتصاد النسوي والاقتصاد البيئي تكيف وتنتقد النهج السائدة مع التركيز على قضايا معينة بدلاً من تطوير المدارس المستقلة.

## الفكر الاقتصادي القديم
- تشانكيا (Kautilya)
- Xenophon
- السياسة (أرسطو)
- تشين شي هوانج
- وانغ آنشي

## الاقتصاد الإسلامي
الاقتصاد الإسلامي هو ممارسة الاقتصاد وفقًا للشريعة الإسلامية. يمكن إرجاع الأصول إلى الخلافة،  حيث تجذر اقتصاد السوق المبكر وبعض الأشكال الأولى للرأسمالية التجارية ‏ بين القرنين الثامن والثاني عشر، والتي يشير إليها البعض باسم «الرأسمالية الإسلامية».
يسعى الاقتصاد الإسلامي إلى تطبيق اللوائح الإسلامية ليس فقط في القضايا الشخصية، ولكن لتنفيذ أهداف وسياسات اقتصادية أوسع لمجتمع إسلامي، على أساس النهوض بالجماهير المحرومة. لقد تم تأسيسها على التداول الحر دون عوائق للثروة حتى تصل إلى أدنى المستويات في المجتمع. من السمات المميزة هي ضريبة الثروة (في شكل كل من الزكاة والجيزية)، وتحظر فرض الضرائب على جميع أنواع التجارة والمعاملات (دخل / مبيعات / رسوم الاستهلاك / استيراد / تصدير الخ.). ميزة مميزة أخرى هي حظر الفائدة في شكل فائض يتم فرضه أثناء التداول بالنقود. بيانها على استخدام العملة الورقية تبرز أيضا. على الرغم من أن السندات الاذنية معترف بها، يجب أن تكون مدعومة بالكامل بالاحتياطيات. غير مسموح بالاحتياطي المصرفي الكسري كشكل من أشكال خرق الثقة.
وشهدت ابتكارات مثل الشركات التجارية والشركات ‏ الكبرى والعقود وسندات التبادل والتجارة الدولية لمسافات طويلة، وأشكال الشراكة الأولى (مفاوضة) مثل الشراكات المحدودة (المضاربة)، وأقرب أشكال الائتمان والدين والربح، الخسارة، رأس المال (المال)، تراكم رأس المال (نموالمال)،  رأس المال المتداول، النفقات الرأسمالية، الإيرادات، الشيكات، السندات الاذنية،  صناديق الثقة (انظر الوقف)، شركات بدء التشغيل،  مدخرات الحسابات، وحسابات المعاملات، والرهن، والإقراض، وأسعار الصرف، والمصرفيين، والصرافين، ودفاتر الأستاذ، والودائع، والواجبات، ونظام مسك الدفاتر المزدوج الدخول،  الدعاوى القضائية،  ومؤسسة الوكالة.

شهدت هذه المدرسة إحياء الاهتمام بالتنمية والتفاهم منذ الجزء الأخير من القرن العشرين. 
- التغييرات الاجتماعية الأولى في العصر النبوي
- أبو حنيفة النعمان
- أبو يوسف
- الفارابي (Alpharabius)
- قابوس بن وشكمير (Qabus)
- ابن سينا (Avicenna)
- مسكويه
- أبو حامد الغزالي (Algazel)
- ابن تيمية
- الماوردي
- نصير الدين الطوسي (Tusi)
- ابن خلدون
- تقي الدين المقريزي
- محمد باقر الصدر

## التمسك الشديد بالتعاليم التقليدية
- نيكول أورسمه
- توما الأكويني
- مدرسة سلامنكا
- Leonardus Lessius

## النزعة التجارية
السياسة الاقتصادية في أوروبا خلال أواخر العصور الوسطى وعصر النهضة المبكر تعاملت مع النشاط الاقتصادي كسلعة كان يجب فرض ضرائب عليها لزيادة إيرادات النبلاء والكنيسة. يتم تنظيم التبادلات الاقتصادية من خلال الحقوق الإقطاعية، مثل الحق في تحصيل الرسوم أو الوقوع في مصاعب، وكذلك القيود المفروضة على النقابة والقيود الدينية على الإقراض. تم تصميم السياسة الاقتصادية، كما كانت، لتشجيع التجارة عبر منطقة معينة. بسبب أهمية الطبقة الاجتماعية، سُنت قوانين فخمة، تنظم الملابس والسكن، بما في ذلك الأساليب والمواد المسموح بها وتواتر الشراء لفئات مختلفة. كان نيكولو مكيافيلي في كتابه "الأمير" من أوائل المؤلفين الذين نظّروا السياسة الاقتصادية في شكل نصيحة. لقد فعل ذلك بالقول إن الأمراء والجمهوريات يجب أن يحدوا من نفقاتهم ويمنعوا الأثرياء أو السكان من إسقاط الآخر. وبهذه الطريقة، يُنظر إلى الدولة على أنها «سخية» لأنها لم تكن عبئًا ثقيلًا على مواطنيها. 
- Gerard de Malynes
- Edward Misselden
- Thomas Mun
- جان بودان
- جان بابتيست كولبير
- Josiah Child
- وليم بيتي
- جون لوك
- Charles Davenant
- دودلي نورث
- Ferdinando Galiani
- الإقتصادي جيمس ستيوارت

## بالمذهب الطبيعى
كان الفيزيوقراطيون خبراء الاقتصاد الفرنسيين في القرن الثامن عشر الذين أكدوا على أهمية العمل المنتج، وخاصة الزراعة، لثروة الاقتصاد. أثر دعمهم المبكر للتجارة الحرة وإلغاء القيود التنظيمية على آدم سميث والاقتصاديين الكلاسيكيين. 
- آن روبير جاك تيرجو
- فرنسوا كيناي
- Pierre le Pesant de Boisguilbert
- ريتشارد كانتيلون

## الاقتصاد السياسي الكلاسيكي
كان الاقتصاد الكلاسيكي، الذي يطلق عليه أيضًا الاقتصاد السياسي الكلاسيكي، هو الشكل الأصلي للاقتصاديات السائدة في القرنين الثامن عشر والتاسع عشر. يركز الاقتصاد الكلاسيكي على ميل الأسواق إلى الانتقال إلى التوازن وإلى نظريات القيمة الموضوعية. تختلف الاقتصاديات الكلاسيكية الجديدة عن الاقتصاد الكلاسيكي في المقام الأول في كونها نفعية في نظرية القيمة واستخدام النظرية الهامشية كأساس لنماذجها ومعادلاتها. ينحدر الاقتصاد الماركسي أيضًا من النظرية الكلاسيكية. كان أندرس شيدينيوس (1729-1803) أول ليبراليين كلاسيكيين في تاريخ الشمال.شيدينيوس، الذي كان قسًا فنلنديًا وعضوًا في البرلمان، نشر كتابًا بعنوان "الكسب الوطني" ‏ في عام 1765، اقترح فيه أفكارًا عن حرية التجارة والصناعة ويستكشف العلاقة بين الاقتصاد والمجتمع ويوضح مبادئ الليبرالية من هذا أحد عشر عاما قبل نشر آدم سميث كتابا مشابها وأكثر شمولا، وثروة الأمم . وفقًا لشيدينيوس، كانت الديمقراطية والمساواة واحترام حقوق الإنسان هي السبيل الوحيد نحو التقدم والسعادة للمجتمع بأسره. 
- هنري جورج
- فرانسيس هاتشسون
- برنارد ماندفيل
- ديفيد هيوم
- آدم سميث
- توماس مالتوس
- جيمس مل
- Francis Place
- دافيد ريكاردو
- Henry Thornton  [لغات أخرى]‏
- John Ramsay McCulloch
- James Maitland, 8th Earl of Lauderdale
- جيرمي بنثام
- سيسموندي
- يوهان هاينريش فون ثونن
- جون ستيوارت مل
- كارل ماركس
- Nassau William Senior
- إدوارد جيبون ويكفيلد
- John Rae  [لغات أخرى]‏
- Thomas Tooke  [لغات أخرى]‏
- Robert Torrens  [لغات أخرى]‏

## المدرسة الأمريكية (الوطنية)
تدين المدرسة الأمريكية في الأصل بالكتابات والسياسات الاقتصادية لألكساندر هاملتون، أول وزير للخزانة في الولايات المتحدة. وشدد على التعريفات الجمركية المرتفعة على الواردات للمساعدة في تطوير قاعدة التصنيع الأمريكية الناشئة وتمويل مشاريع البنية التحتية، بالإضافة إلى الخدمات المصرفية الوطنية ‏ والائتمان العام ‏ والاستثمارات الحكومية ‏ في البحث والتطوير العلمي والتكنولوجي المتقدم. أطلق فريدريك ليست، أحد أشهر مؤيدي النظام الاقتصادي، على النظام الوطني، وكان الدافع الرئيسي وراء تطور Zollverein الألمانية والسياسات الاقتصادية لألمانيا في عهد المستشار أوتو فون بسمارك ابتداء من عام 1879. 
- ألكسندر هاميلتون
- جون كوينسي آدامز
- هنري كلاي
- Mathew Carey
- هنري تشارلز كاري
- أبراهام لينكون
- فريدريش لست
- أوتو فون بسمارك
- آرثر غريفيث
- ويليام ماكينلي

## المدرسة الليبرالية الفرنسية
المدرسة الفرنسية الليبرالية (وتسمى أيضًا «المدرسة المتفائلة» أو «المدرسة الأرثوذكسية») هي مدرسة للفكر الاقتصادي في القرن التاسع عشر تركزت على كوليج دو فرانس ومعهد فرنسا. كانت مجلة علماء الاقتصاد مفيدة في نشر أفكار المدرسة. دافعت المدرسة بشراسة عن التجارة الحرة والرأسمالية. كانوا معارضين رئيسيين للأفكار الجماعية والتدخلية والحمائية. هذا جعل المدرسة الفرنسية رائدة في المدرسة النمساوية الحديثة. 
- فردريك باستيا
- موريس بلوك
- Pierre Paul Leroy-Beaulieu
- Gustave de Molinari
- إيف غويو
- جان بابتست ساي
- ليون ساي

## المدرسة التاريخية الألمانية
كانت المدرسة التاريخية للاقتصاد مقاربة للاقتصاد الأكاديمي والإدارة العامة التي ظهرت في القرن التاسع عشر في ألمانيا، واستمرت في التأثير هناك حتى القرن العشرين. رأت المدرسة التاريخية أن التاريخ كان المصدر الرئيسي للمعرفة حول الأعمال البشرية والمسائل الاقتصادية، لأن الاقتصاد كان خاصًا بالثقافة، وبالتالي لم يكن قابلاً للتعميم على المكان والزمان. رفضت المدرسة صحة عالمية من النظريات الاقتصادية. لقد رأوا أن الاقتصاد ناجم عن تحليل تجريبي وتاريخي دقيق بدلاً من المنطق والرياضيات. فضلت المدرسة الدراسات التاريخية والسياسية والاجتماعية على النمذجة الرياضية المرجعية الذاتية. كان معظم أعضاء المدرسة أيضًا هم K a t h e d e r s o z i a l i s t e n، أي كانوا مهتمين بالإصلاح الاجتماعي وتحسين الظروف للرجل العادي خلال فترة التصنيع الثقيلة. يمكن تقسيم المدرسة التاريخية إلى ثلاثة اتجاهات: الأقدم، بقيادة ويلهيلم روشر، وكارل نايس، وبرونو هيلدبراند؛ الأصغر سنا بقيادة غوستاف فون شمولر ‏، وكذلك إتيان لاسبيريس ‏، كارل بوشر ‏، أدولف فاغنر، وإلى حد ما لوجو برينتانو؛ أصغرهم، بقيادة فيرنر سومبارت ويشمل، إلى حد كبير، ماكس ويبر.

السلف وشملت قائمة فريدريش. تسيطر المدرسة التاريخية إلى حد كبير على تعيينات لرؤساء الاقتصاد في الجامعات الألمانية، حيث درس العديد من مستشاري فريدريش ألتهوف، رئيس قسم الجامعة في وزارة التعليم في بروسيا 1882-1907، تحت إشراف أعضاء في المدرسة. علاوة على ذلك، كانت بروسيا القوة الفكرية لألمانيا والأوساط الأكاديمية التي تهيمن عليها، ليس فقط في أوروبا الوسطى، ولكن أيضًا في الولايات المتحدة حتى عام 1900 تقريبًا، لأن مهنة الاقتصاد الأمريكي كان يقودها أصحاب الدكتوراه الألمانية. شاركت المدرسة التاريخية في M e t h o d e n s t r e i t ‏ («الفتنة على الطريقة») مع المدرسة النمساوية، التي كان توجهها أكثر نظرية وأولوية. في البلدان الناطقة باللغة الإنجليزية، ربما تكون المدرسة التاريخية هي النهج الأقل شهرة والأقل فهمًا لدراسة الاقتصاد، لأنها تختلف اختلافًا جذريًا عن وجهة نظر التحليل الأنجلو أمريكية السائدة الآن. ومع ذلك، تشكل المدرسة التاريخية الأساس - من الناحية النظرية والعملية - لاقتصاد السوق الاجتماعي، على مدى عقود عديدة النموذج الاقتصادي السائد في معظم بلدان أوروبا القارية. تعد المدرسة التاريخية أيضًا مصدرًا للاقتصاديات الديناميكية والموجهة نحو التغيير والقائمة على الابتكار لدى جوزيف شومبيتر. على الرغم من أن كتاباته قد تنتقد المدرسة، إلا أن عمل شومبيتر حول دور الابتكار وريادة الأعمال يمكن اعتباره استمرارًا للأفكار التي نشأت عنها المدرسة التاريخية، وخاصة عمل فون شوملر وسومبارت. 
- Wilhelm Roscher
- Gustav von Schmoller
- فيرنر سومبارت
- ماكس فيبر
- جوزيف شومبيتر
- كارل بولاني

## المدرسة التاريخية الإنجليزية
على الرغم من أنها ليست مشهورة مثل نظيرتها الألمانية، فقد كانت هناك أيضًا مدرسة لتاريخ اللغة الإنجليزية، شملت شخصياتها ويليام ويلويل وريتشارد جونز ‏ وتوماس إدوارد كليف ليزلي ووالتر باجهوت وتورولد روجرز وأرنولد توينبي وويليام كننغهام ‏ ووليام آشلي. هذه المدرسة هي التي انتقدت بشدة النهج الاستنتاجي للاقتصاديين الكلاسيكيين، وخاصة كتابات ديفيد ريكاردو. التبجيل هذه المدرسة العملية الاستقرائي ودعت إلى دمج الحقيقة التاريخية مع تلك الفترة الحالية. 
- إدموند بيرك
- ريتشارد جونز  [لغات أخرى]‏
- توماس ليزلي
- والتر باغوت
- جيمس روجرز (اقتصادي)
- ويليام أشلي
- William Cunningham  [لغات أخرى]‏

## المدرسة التاريخية الفرنسية
- Clement Juglar
- Charles Gide
- Albert Aftalion
- Émile Levasseur
- François Simiand

## الاقتصاد المثالي
- ويليام غودوين
- شارل فورييه
- روبرت أوين
- هنري دو سان سيمون

## الاقتصاد الجورجي
الجورجية أو الجيولوجية هي فلسفة اقتصادية تقترح تحسين النتائج الاقتصادية الفردية والوطنية من خلال استخدام الإيجار الاقتصادي الناتج عن السيطرة على الأراضي والموارد الطبيعية من خلال فرض ضريبة مثل ضريبة قيمة الأرض. 
- هاري براون  [لغات أخرى]‏
- رايموند كروتي
- Ottmar Edenhofer
- Fred Foldvary
- ماسون غافني
- هنري جورج
- ماكس هيرش
- Wolf Ladejinsky
- Philippe Legrain
- Donald Shoup
- Nicolaus Tideman

## الاقتصاد الماركسي
ينحدر الاقتصاد الماركسي من أعمال كارل ماركس وفريدريك إنجلز. تركز هذه المدرسة على نظرية القيمة في العمل وما اعتبره ماركس بمثابة استغلال للعمل من خلال رأس المال. وهكذا، في الاقتصاد الماركسي، تعد نظرية القيمة العمالية طريقة لقياس استغلال العمل في مجتمع رأسمالي بدلاً من مجرد نظرية السعر.
- إدوارد برنشتاين
- ريتشارد وولف
- ديفيد هارفي
- كارل ماركس
- فريدريك إنجلز

## الاقتصاد الماركسي الجديد
- ديفيد غوردون
- صموئيل بولز
- Paul A. Baran
- آدم برزيفورسكي
- Henryk Grossman

## اشتراكية الدولة
- هنري دو سان سيمون
- فرديناند لاسال
- Johann Karl Rodbertus
- الجمعية الفابية

## اشتراكية ريكاردو
الاشتراكية الركاردية هي فرع من الفكر الاقتصادي الكلاسيكي في أوائل القرن التاسع عشر بناءً على نظرية أن العمل هو مصدر كل الثروة وقيمة التبادل، وأن الإيجار والربح والفائدة تمثل تشوهات السوق الحرة. نظريات ما قبل الماركسية حول الاستغلال الرأسمالي التي طوروها تعتبر على نطاق واسع متأثرة بشكل كبير بأعمال ديفيد ريكاردو، وتفضل الملكية الجماعية لوسائل الإنتاج. 
- جون فرانسيس براي
- John Gray  [لغات أخرى]‏
- تشارلز هال
- Thomas Hodgskin
- ويليام طومسون (سياسي)

## الاقتصاد الأناركي
يتكون الاقتصاد الأناركي من مجموعة من النظريات التي تسعى إلى تحديد أنماط الإنتاج والتبادل التي لا تحكمها المؤسسات الاجتماعية القسرية:
أناركية السوق الحرة ينادي بها الاقتصاديون النمساويون يدافع المشتركون عن اشتراكية السوق.
يدافع الأناركيون الجماعيون عن تعاونيات العمال ورواتبهم بناءً على مقدار الوقت الذي ساهم في الإنتاج. يدافع الشيوعيون عناركيون عن الانتقال المباشر من الرأسمالية إلى الشيوعية التحررية واقتصاد الهبات مع الديمقراطية الجماعية المباشرة.
يدافع النقابيون الأناركو عن العمل المباشر للعمال والإضراب العام.

المفكرون المرتبطون بالاقتصاديات الأناركية: 
- ديفيد فريدمان
- موراي روثبورد
- شارل فورييه
- بيير جوزيف برودون
- بيوتر كروبوتكين
- ميخائيل باكونين

## التوزيعة
التوزيعة هي فلسفة اقتصادية تم وضعها في الأصل في أواخر القرن التاسع عشر وأوائل القرن العشرين من قبل مفكرين كاثوليك ليعكسوا تعاليم البابا R e u m N o v a r u m المنشور للبابا ليو الثالث عشر والبابوي الرابع عشر الرباعي العام . إنها تسعى إلى اتباع طريق ثالث بين الرأسمالية والاشتراكية، رغبة في ترتيب المجتمع وفقًا لمبادئ العدالة المسيحية مع الحفاظ على الملكية الخاصة. 
- غلبرت كايث تشيسترتون
- هيلاير بيلو

## الاقتصاد المؤسسي
يركز الاقتصاد المؤسسي على فهم دور العملية التطورية ودور المؤسسات في تشكيل السلوك الاقتصادي. يكمن تركيزها الأصلي في الانقسام الثوري الموجه نحو غريزة ثورستين فيبلين بين التكنولوجيا من جانب واحد ومجال المجتمع «الاحتفالي» على الجانب الآخر. يرجع اسمها وعناصرها الأساسية إلى مقال نشرته مجلة American Economic Review في عام 1919 بقلم والتون هاملتون.
- غونار ميردل
- ثورستين فيبلين
- جون ر. كومنز
- ويزلي كلير ميتشيل
- جون موريس كلارك
- روبرت أ. برادي
- كلارنس إدوين أيريس
- Romesh Dutt
- جون كينيث جالبرايث
- جيوفري هودسون
- ها جون تشانغ

## اقتصاديات مؤسسية جديدة
الاقتصاد المؤسسي الجديد هو منظور يحاول توسيع نطاق الاقتصاد من خلال التركيز على القواعد والقواعد الاجتماعية والقانونية (التي هي المؤسسات) التي تقوم عليها النشاط الاقتصادي والتحليل الذي يتجاوز الاقتصاد المؤسسي والاقتصاديات الكلاسيكية الجديدة السابقة. يمكن اعتباره خطوة واسعة لتضمين الجوانب المستبعدة في الاقتصاد الكلاسيكي الحديث. يعيد اكتشاف جوانب الاقتصاد السياسي الكلاسيكي. 
- دوغلاس نورث
- أوليفر وليامسون
- رونالد كوس
- دارون أسيموجلو
- ستيفن ن. إس. تشيونغ

## الاقتصاد الكلاسيكي الحديث
الاقتصاد الكلاسيكي الجديد هو الشكل السائد للاقتصاد المستخدم اليوم ولديه أكبر عدد من الأتباع بين الاقتصاديين.   وغالبًا ما يشار إليها من قبل منتقديها باسم الاقتصاد الأرثوذكسي . تعريف ليونيل روبنز التعريف الأكثر تحديداً الذي يشير إليه هذا النهج في مقال 1932 ‏ : «العلم الذي يدرس السلوك الإنساني كعلاقة بين الشحيحة يعني وجود استخدامات بديلة» تعريف الندرة هو أن الموارد المتاحة غير كافية لتلبية جميع الاحتياجات والاحتياجات؛ إذا لم يكن هناك ندرة ولا استخدامات بديلة للموارد المتاحة، فلا توجد مشكلة اقتصادية. 
- وليم ستانلي جيفونز
- فرانسيس يزدرو أيدجورث
- ألفرد مارشال
- جون بيتس كلارك
- إيرفينج فيشر
- كنوت فيكسل

## مدرسة لوزان
- Antoine Augustin Cournot
- ليون والراس
- فيلفريدو باريتو

## المدرسة النمساوية
يدافع الاقتصاديون النمساويون عن الفردية المنهجية في تفسير التطورات الاقتصادية، ونظرية القيمة الذاتية، وهي أن المال غير محايد ‏، ويؤكدون على القوة التنظيمية ‏ لآلية السعر ‏ (انظر مناقشة الحساب الاقتصادي)، ونهج الاقتصاد الحر في الاقتصاد.
- كارل مينغر (اقتصادي)
- يوجين فون بوم-بافيرك
- لودفيج فون ميزس
- فريدريش فون هايك
- فريدريش فون فيزر
- هنري هازليت
- فرانك فيتر
- Israel Kirzner
- موراي روثبورد
- روبرت ميرفي
- لو روكويل
- بيتر شيف  [لغات أخرى]‏
- مارك فابر
- والتر بلوك
- هانز هيرمان هوبه
- خيسوس هويرتا دي سوتو
- Fritz Machlup

## مدرسة ستوكهولم
مدرسة ستوكهولم هي مدرسة للفكر الاقتصادي. إنه يشير إلى مجموعة من الاقتصاديين السويديين المنظمين بشكل جيد والذين عملوا معًا، في ستوكهولم بالسويد بشكل أساسي في الثلاثينيات.

توصلت مدرسة ستوكهولم - مثل جون ماينارد كينز - إلى نفس الاستنتاجات في الاقتصاد الكلي ونظريات الطلب والعرض. مثل كينز، كانت مستوحاة من أعمال كنوت ويكسل، الاقتصادي السويدي الناشط في السنوات الأولى من القرن العشرين. 
- غونار ميردل
- بيرتل أولين

## الاقتصاد الكينزي
تطورت اقتصاديات كينيز من عمل جون ماينارد كينيز وركزت على الاقتصاد الكلي على المدى القصير، لا سيما التصلب الناتج عن تحديد الأسعار. لديها اثنين من الخلفاء. تعد اقتصاديات ما بعد كينيز مدرسة بديلة - واحدة من خلفاء التقاليد الكينزية مع التركيز على الاقتصاد الكلي. أنها تركز على جامدة الاقتصاد الكلي وعمليات التكيف، والبحث عن الأسس الدقيقة لنماذجها على أساس ممارسات الحياة الحقيقية بدلا من النماذج الأمثل بسيطة. يرتبط بشكل عام بكامبردج، إنجلترا وعمل جوان روبنسون (انظر اقتصاديات ما بعد الكينزية). الاقتصاد الكينزي الجديد هو المدرسة الأخرى المرتبطة بالتطورات في الأزياء الكينزية. يميل هؤلاء الباحثون إلى التشارك مع الاقتصاديين الكلاسيكيين الجدد في التركيز على النماذج القائمة على أسس متناهية الصغر وتحسين السلوك، لكنهم يركزون بشكل أضيق على الموضوعات الكينزية القياسية مثل السعر وصلابة الأجور. عادة ما يتم تصنيعها لتكون ميزات داخلية لهذه النماذج، بدلاً من الافتراض ببساطة كما هو الحال في النماذج الكينزية القديمة (انظر اقتصاديات الكينزية الجديدة). 
- جون مينارد كينز
- جوان روبنسون (اقتصادي)
- بول كروغمان
- بول سامويلسون
- Peter Bofinger
- جوزيف ستيجلز
- نورييل روبيني
- ستانلي فيشر
- غريغ مانكيو
- جيسون فورمان
- هو ديكسون
- ستيف كين

## مدرسة شيكاغو
مدرسة شيكاغو هي مدرسة كلاسيكية للفكر الاقتصادي مرتبطة بعمل هيئة التدريس بجامعة شيكاغو، ولا سيما في الاقتصاد الكلي لتطوير المذهب النقدي كبديل للكينزية وتأثيرها على استخدام التوقعات المنطقية في نمذجة الاقتصاد الكلي. 
- فرانك نايت
- Jacob Viner
- ميلتون فريدمان
- توماس سويل
- جورج ستيجلر
- هاري ماركويتز
- ميرتون ميلر
- روبرت لوكاس جونيور
- يوجين فاما
- مايرون سكولز
- غاري بيكر
- إدوارد بريسكوت
- جيمس هيكمان
- Robert Z. Aliber

## مدرسة كارنيجي
- هيربرت سيمون
- ريتشارد سييرت [الإنجليزية]
- جيمس جي. مارس
- Victor Vroom
- أوليفر وليامسون
- John Muth

## الريكارديلية الحديثة
- بييرو سرافا
- لويجي باسينيتي
- Vladimir Karpovich Dmitriev

## المدارس الحديثة (أواخر القرنين التاسع عشر والعشرين)
الاقتصاد السائد هو مصطلح يستخدم للتمييز بين الاقتصاد بشكل عام وبين مناهج الهيرودوكس والمدارس في الاقتصاد. يبدأ بفرضية أن الموارد شحيحة وأنه من الضروري الاختيار بين البدائل المتنافسة. وهذا هو، يتعامل الاقتصاد مع المفاضلات. مع الندرة، يعني اختيار أحد البدائل التخلي عن بديل آخر — تكلفة الفرصة البديلة. تعبر تكلفة الفرصة البديلة عن وجود علاقة ضمنية بين البدائل المتنافسة. يتم استخدام هذه التكاليف، التي تعتبر أسعارًا في اقتصاد السوق، لتحليل الكفاءة الاقتصادية أو للتنبؤ بالاستجابات للاضطرابات في السوق. في الاقتصاد المخطط، يجب أن تكون علاقات أسعار الظل المماثلة قابلة للرضا من أجل الاستخدام الكفء للموارد، كما أوضح ذلك أولاً الخبير الاقتصادي الإيطالي إنريكو بارون . يمثل الاقتصاديون الحوافز والتكاليف باعتبارها تلعب دوراً واسع النطاق في تشكيل عملية صنع القرار. مثال فوري على ذلك هو نظرية المستهلك للطلب الفردي، والتي تعزل كيف تؤثر الأسعار (كتكاليف) والدخل على الكمية المطلوبة. يعتمد الاقتصاد السائد الحديث في المقام الأول على الاقتصاد الكلاسيكي الحديث، الذي بدأ في التطور في أواخر القرن التاسع عشر. يعترف الاقتصاد السائد أيضًا بوجود فشل في السوق ورؤى ثاقبة للاقتصاد الكينزي. ويستخدم نماذج للنمو الاقتصادي لتحليل المتغيرات طويلة الأجل التي تؤثر على الدخل القومي . تستخدم نظرية اللعبة لنمذجة السوق أو السلوك غير السوقي. تم دمج بعض الأفكار المهمة حول السلوك الجماعي (على سبيل المثال، ظهور المنظمات) من خلال الاقتصاد المؤسسي الجديد. التعريف الذي يجسد الكثير من الاقتصاد الحديث هو تعريف ليونيل روبنز في مقالة عام 1932 : «العلم الذي يدرس السلوك الإنساني كعلاقة بين الغايات والوسائل النادرة التي لها استخدامات بديلة». تعني الندرة أن الموارد المتاحة غير كافية لتلبية جميع الاحتياجات والاحتياجات. في غياب الندرة والاستخدامات البديلة للموارد المتاحة، لا توجد مشكلة اقتصادية. الموضوع المحدد على هذا النحو ينطوي على دراسة الاختيار، حيث تتأثر بالحوافز والموارد. الاقتصاد بشكل عام هو دراسة كيفية تخصيص الناس للموارد الشحيحة بين الاستخدامات البديلة.
اقتصاديات الهيترودوكس : بعض مدارس الفكر تتعارض مع شكليات الاقتصاد الجزئي للاقتصاديات الكلاسيكية الجديدة. وبدلاً من ذلك، يركز الاقتصاديون الهيتيرودوكس على تأثير التاريخ، والنظم الطبيعية، وعدم اليقين، والسلطة. من بين هذه، لدينا الاقتصاد المؤسسي، والاقتصاد الماركسي، والاقتصاديات النسوية، والاقتصاد الاشتراكي، والاقتصاد الثنائي، والاقتصاد البيئي، والاقتصاد الحيوي والاقتصاد الحراري.

## المدارس الغيرية (القرنان العشرون والحادي والعشرون)
في أواخر القرن التاسع عشر، تنافس عدد من المدارس غير التقليدية مع المدرسة الكلاسيكية الجديدة التي نشأت في أعقاب الثورة الهامشية. يعيش معظمهم حتى يومنا هذا كمدارس منشقة عن وعيهم، لكن مع تضاؤل حجمهم وتأثيرهم مقارنةً بالاقتصاد السائد. وأهمها الاقتصاد المؤسسي والاقتصاد الماركسي والمدرسة النمساوية.
كان تطور الاقتصاد الكينزي تحديا كبيرا للمدرسة الكلاسيكية الحديثة المهيمنة للاقتصاد. دخلت وجهات النظر الكينزية في النهاية التيار السائد كنتيجة للتوليف الكينيسي الكلاسيكي الحديث الذي ‏ طوره جون هيكس. قلص صعود الكينزية، ودمجها في الاقتصاد السائد، جاذبية المدارس غير التقليدية. ومع ذلك، شكل دعاة نقد أكثر جوهرية للاقتصاد الأرثوذكسي مدرسة للاقتصاد ما بعد كينيز.
تشمل التطورات الأخيرة غير المتجانسة الاقتصاد التطوري (على الرغم من أن هذا المصطلح يستخدم أيضًا لوصف الاقتصاد المؤسسي)، النسوية، الاقتصاد الأخضر، اقتصاديات ما بعد التوحد ‏، والاقتصاد الحراري .
- تنتقد الاقتصاديات النسوية تقييم العمل وتحتج بأن عمل الإناث مقيم بأقل من قيمته
- الاقتصاد الأخضر ينتقد الوضع الخارجي وغير المادي للنظم الإيكولوجية ويدفع إلى وضعها ضمن نموذج الأصول الرأسمالية المقاسة الملموسة كرأس مال طبيعي
- تنتقد اقتصاديات ما بعد التوحد التركيز على النماذج الرسمية على حساب الملاحظة والقيم، وتدعو إلى العودة إلى الفلسفة الأخلاقية التي أسس فيها آدم سميث هذه العلوم الإنسانية.

معظم وجهات النظر غير التقليدية تنتقد الرأسمالية. الاستثناء الأبرز هو الاقتصاد النمساوي.
أعيد إدخال جورجيسكو روغن في الاقتصاد، مفهوم الانتروبيا من الديناميكا الحرارية (كما هو مميّز عما يعتبره، في رأيه، الأساس الميكانيكي للاقتصاديات الكلاسيكية الحديثة المستمدة من الفيزياء النيوتونية) وقام بأعمال تأسيسية تطورت لاحقًا إلى اقتصاديات تطورية . ساهم عمله بشكل كبير في الاقتصاد الحراري والاقتصاد البيئي .

## مدارس القرن العشرين
المدارس أو اتجاهات الفكر البارزة في الاقتصاد في القرن العشرين كانت على النحو التالي. هذه كانت مدعومة من قبل مجموعات محددة من الأكاديميين أصبحت معروفة على نطاق واسع: 
- المدرسة النمساوية
- Biological economics
- مدرسة شيكاغو (اقتصاد)
- اقتصاد دستوري
- الاقتصاد الايكولوجي
- علم الاقتصاد التطوري
- مدرسة فرايبورغ
- اقتصاد حر
- جورجية
- اقتصاد مؤسسي
- اقتصاد كينزي
- الماركسية في الاقتصاد and ماركسية جديدة
- Neo-Ricardianism
- المدرسة الكلاسيكية الحديثة
- اقتصاد كينزي جديد
- اقتصاد بعد-الكينزي
- نظرية الخيار العام
- School of Lausanne
- Stockholm school  [لغات أخرى]‏

 في أواخر القرن العشرين، كانت مجالات الدراسة التي أنتجت تغييراً في التفكير الاقتصادي: النماذج القائمة على المخاطر (بدلاً من النماذج القائمة على السعر)، والجهات الفاعلة الاقتصادية غير الكاملة، ومعالجة الاقتصاد على أنه علم بيولوجي (استنادًا إلى المعايير التطورية بدلاً من التبادل التجريدي).
دراسة المخاطر كانت مؤثرة، في عرض الاختلافات في السعر بمرور الوقت أكثر أهمية من السعر الفعلي. وهذا ينطبق بشكل خاص على الاقتصاد المالي، حيث كانت المقايضات بين المخاطرة والعائد هي القرارات الحاسمة الواجب اتخاذها.
وكان أحد مجالات النمو الهامة دراسة المعلومات والقرار. من الأمثلة على هذه المدرسة عمل جوزيف ستيجليتز . مشاكل المعلومات غير المتماثلة والمخاطر الأخلاقية، وكلاهما يعتمد على اقتصاديات المعلومات، أثرت بشكل عميق في المعضلات الاقتصادية الحديثة مثل خيارات الأسهم التنفيذية وأسواق التأمين وتخفيف عبء الديون في العالم الثالث .
أخيرًا، كانت هناك سلسلة من الأفكار الاقتصادية التي تكمن جذورها في مفهوم الاقتصاد كفرع للبيولوجيا، بما في ذلك فكرة أن علاقات الطاقة، وليس علاقات الأسعار، تحدد البنية الاقتصادية. استخدام هندسة كسورية لإنشاء نماذج اقتصادية (انظر اقتصاديات الطاقة). في بدايتها، اكتشف تطبيق الديناميات غير الخطية على النظرية الاقتصادية، وكذلك تطبيق علم النفس التطوري، عمليات التقييم واستمرار ظروف عدم التوازن. كان العمل الأكثر وضوحا في مجال تطبيق صور النمطي هندسي متكرر لتحليل السوق، وخاصة التحكيم (انظر اقتصاديات التعقيد ‏). فرع آخر للاقتصاد هو الاقتصاد العصبي . يجمع هذا الأخير بين علم الأعصاب والاقتصاد وعلم النفس لدراسة كيفية قيامنا بالاختيارات.

## وجهات النظر الاقتصادية

### داخل التيار الرئيسي
يشمل الاقتصاد السائد نطاقًا واسعًا (ولكن ليس غير محدود) من وجهات النظر. من الناحية السياسية، فإن معظم الاقتصاديين الرئيسيين لديهم وجهات نظر تتراوح ما بين سياسة التدخل الحر والليبرالية الحديثة . هناك أيضًا آراء متباينة حول قضايا معينة في الاقتصاد، مثل فعالية واستصواب سياسة الاقتصاد الكلي في كينيز . على الرغم من أن عددًا من الاقتصاديين السائدين، من الناحية التاريخية، كانوا يعتبرون أنفسهم أعضاء في «مدرسة»، إلا أن الكثير منهم قد يتعاطفون مع واحد أو أكثر من الاقتصاديات الكلاسيكية الجديدة أو النقد أو الاقتصاد الكينيسي أو الاقتصاد الكلاسيكي الجديد أو الاقتصاد السلوكي .
تميل الخلافات داخل الاقتصاد السائد إلى التعبير عن:
تعريفات الأصول الرأسمالية بما في ذلك رأس المال الطبيعي (النظم الإيكولوجية) أو رأس المال الاجتماعي («النوايا الحسنة» أو «قيمة العلامة التجارية») أو الموهبة، وعمومًا ما الذي يشكل أشياء غير ملموسة مقابل ما يمكن قياسه الاستثمار وسوء الاستثمار وكيفية القضاء على دورة الأعمال الأخيرة تاركا الأولى
المسؤولية ومن يتحملها، على سبيل المثال أسئلة العوامل الخارجية الشبكة الثروة والقيمة وكيفية تأثيرها على السعر، ولا سيما العمل والنظم الإيكولوجية
مثال على النهج الاقتصادي «السائد» هو الطرق المحاسبية لخط القاع الثلاثي للمدن التي طورتها المجلس الدولي للمبادرات المحلية البيئية والتي دعت إليها منظمة C 40 لأكبر 40 مدينة في العالم. كما يشير هذا المثال، يتم تعريف النهج «السائد» من خلال درجة اعتماده والدعوة إليه، وليس بالضرورة الدقة الفنية.

### خارج التيار الرئيسي
وجهات نظر أخرى حول القضايا الاقتصادية من خارج الاقتصاد الرئيسي تشمل نظرية التبعية ونظرية النظم العالمية في دراسة العلاقات الدولية
تشمل الإصلاحات الجذرية المقترحة للنظام الاقتصادي والتي تنشأ خارج الاقتصاد السائد حركة الاقتصاد التشاركي والاقتصاديات الثنائية .

## روابط خارجية
- تاريخ الفكر الاقتصادي والمنظورات النقدية (NSSR)